# Metropolis (Illinois)
Metropolis es una ciudad ubicada en el condado de Massac en el estado estadounidense de Illinois. En el Censo de 2010 tenía una población de 6537 habitantes y una densidad poblacional de 422,07 personas por km².

## Geografía
Según la Oficina del Censo de los Estados Unidos, Metropolis tiene una superficie total de 15.49 km², de la cual 15.2 km² corresponden a tierra firme y (1.87%) 0.29 km² es agua.

## Demografía
Según el censo de 2010, había 6537 personas residiendo en Metropolis. La densidad de población era de 422,07 hab./km². De los 6537 habitantes, Metropolis estaba compuesto por el 87.27% blancos, el 8.26% eran afroamericanos, el 0.55% eran amerindios, el 0.4% eran asiáticos, el 0% eran isleños del Pacífico, el 0.66% eran de otras razas y el 2.86% pertenecían a dos o más razas. Del total de la población el 2.13% eran hispanos o latinos de cualquier raza.

## Ciudad "natal" de Superman
En sus diversas representaciones, Superman reside en una ciudad estadounidense ficticia llamada Metrópolis, y el 25 de abril de 1972, la Asamblea Legislativa del Estado de Illinois aprobó la Resolución 572, elogiando a Metrópolis por su programa comunitario "Proyecto Superman".
La ciudad cuenta con una estatua de Superman de bronce pintado de 4,6 metros de altura que se encuentra frente al palacio de justicia del condado, y a solo unas cuadras hay una estatua de Lois Lane, interpretada por Noel Neill en Aventuras de Superman.
Cada año, durante el segundo fin de semana de junio, fanáticos de Superman se reúnen en Metrópolis para el evento Superman Celebration, que incluye invitados famosos del cine, la televisión y la industria del cómic.
Desde junio de 1979, la Cámara de Comercio de Metrópolis ha organizado 44 ediciones de la Superman Celebration.
La celebración anual, que dura cuatro días, también cuenta con vendedores que ofrecen comida, cómics, artesanías caseras y otros productos, así como paneles de discusión, subastas, un concurso de disfraces y una variedad de otros eventos durante el fin de semana. La primera de estas celebraciones fue organizada por clubes cívicos locales y se llevó a cabo en junio de 1979.
El periódico local se llama The Metropolis Planet, inspirado en The Daily Planet, el diario ficticio que aparece en los cómics y otros medios de Superman.